# Effets des croissances démographique et économique sur l'environnement
 (novembre 2020).
 (septembre 2017).
Améliorez-le ou discutez des points à vérifier. 
Les effets des croissances démographique et économique sur l'environnement sont nombreux (sur l'eau, l'air, les sols, les écosystèmes, la biodiversité, les ressources naturelles, le climat et les sociétés humaines) et majeurs ; à la suite de l’explosion démographique depuis le XIXe siècle, et de la forte croissance économique qui s'est produite à partir de la révolution industrielle, l’environnement a été profondément modifié, en partie irréversiblement.
L'homme a adapté le paysage à son usage (plantations, canaux, infrastructures) ; il consomme des ressources naturelles non renouvelables ;
il génère également de la pollution, qui a des impacts locaux et qui a une influence largement admise sur le climat général (voir réchauffement climatique).
Pour limiter les effets indésirables, des mesures législatives et techniques sont appliquées.

## Historique
Historiquement, les sociétés « traditionnelles », issues de la révolution néolithique n'ont connu que des croissances économiques très lentes, voire inexistantes dans de nombreux cas. Le phénomène de fort « développement économique » n'a commencé qu'à partir de la révolution industrielle, dans un espace géographique particulier : l'Europe et les colonies de peuplement européennes (États-Unis, Canada, Australie…) aux XVIIIe et XIXe siècles.

### Échelles temporelles
Il en résulte deux éléments à toujours garder à l'esprit.
À l'échelle de l'histoire humaine
Il s'agit d'un phénomène vieux de deux siècles et donc nous manquons de recul dans toute discussion sur la « durabilité » de la croissance ou son simple devenir. Par ailleurs notre vision historique de la croissance est très liée à l'histoire de l'Europe et charrie de ce fait toutes sortes de préconceptions des liens entre croissance économique et : partage des richesses et division de la société en classes, effets de la croissance sur l'espérance de vie, l'éducation, la culture, la place des femmes dans la société, les systèmes politiques, etc. L'accession de plus en plus de sociétés extra-européennes à ce mode de développement au travers de la mondialisation devrait se traduire par des remaniements historiques importants des liens entre croissance économique et dynamiques sociales et politiques, et ceci englobe également les rapports entre croissance économique et environnement.
Les sociétés traditionnelles
Elles mobilisaient surtout des ressources naturelles renouvelables (l'air et l'eau pour la force motrice, la terre et des ressources biologiques végétales et animales pour l'alimentation, le chauffage, l'habillement ou les habitations). Les économies issues de la révolution industrielle se caractérisent par une mobilisation massive de ressources naturelles épuisables (charbon, fer, pétrole). Il est donc particulièrement tentant d'assimiler « croissance économique contemporaine » avec « exploitation de ressources épuisables » pour conclure à des effets intrinsèquement néfastes de la croissance sur l'environnement et plus généralement à un constat de non durabilité de ce mode de développement économique.
Ces difficultés sont aussi d'ordre méthodologique. La pensée économique nourrit des conceptions diverses et parfois contradictoires de la « croissance économique ». Partant, toute discussion cherchant à cerner les enjeux environnementaux de la croissance pourra aboutir à des conclusions différentes selon la vision de la « croissance » qu'elle adopte. La section suivante propose un rappel de ces conceptions utile pour cadrer le problème.

## Dangers de la surpopulation
Selon les territoires et leur richesse en ressources naturelles, une surface donnée ne peut soutenir qu'une quantité limitée de population. C'est ce qu'on appelle la capacité porteuse. Lorsqu'il y a plus de personnes que ne peut le supporter un territoire, l'« excédent » humain risque d'être éliminé de manière « naturelle », par des famines par exemple.  
Un des aspects les plus épineux du problème de la surpopulation est que, plus il y a d'hommes à loger, plus d'espaces sont utilisés pour les loger (habitat), ce qui réduit ainsi les surfaces disponibles pour l'agriculture et l'élevage, alors que ces activités servent précisément à nourrir les hommes.
La croissance démographique a pour effet d'augmenter l'empreinte écologique totale et de diminuer la biocapacité disponible par tête. Ainsi, malgré les progrès techniques (intrants agricoles, irrigation...) qui ont contribué à augmenter la capacité agricole par l'accroissement des rendements moyens par hectare des cultures, portant ainsi la biocapacité totale de la planète de 9,9 à 12 milliards d’hectares globaux (hag) entre 1961 et 2010, la population humaine mondiale étant passée de 3,1 à près de 7 milliards d’habitants durant la même période, la biocapacité disponible par tête a été ramenée de 3,2 à 1,7 hag.

## Analyse économique de la croissance
Le terme de « croissance » recouvre deux acceptions dans le discours économique. La première renvoie aux mouvements conjoncturels de l'activité économique : phases de croissance ou de récession. La seconde désigne le développement à long terme de l'activité économique, on parle alors parfois de « trend de croissance » ou de « croissance tendancielle à long terme ». S'agissant de réfléchir sur les liens entre croissance et environnement, et donc de s'intéresser au long terme, c'est la seconde acception qu'il convient de définir et de préciser.
Pour l'analyse économique, la croissance économique à long terme est la résultante du jeu combiné de trois grandes catégories de facteurs :
1. Le facteur de production travail, que l'on peut assimiler au capital humain, lié à la démographie humaine (croissance de la population, composition par âge, éducation…) ;
2. Le capital physique (moyens de production, infrastructures…), qui résulte de l'accumulation d'investissements ;
3. Le progrès technique.

### Une limite à la croissance économique?
La portée de la loi des rendements décroissants comme limite intrinsèque à la croissance économique et ses liens avec la disponibilité limitée des ressources naturelles à la surface de la planète, voire au-delà à l'invocation des principes de la thermodynamique comme limite ultime au développement économique.
Il en résulte une matrice de prises de positions qui vont de ceux qui accordent un rôle premier aux institutions et voient dans les rendements décroissants une sorte de « loi d'airain » qui borne de manière indépassable l'horizon de croissance d'une économie (certains marxistes ou représentants de l'École classique anglaise du XIXe siècle) à ceux qui accordent peu d'attention aux facteurs institutionnels et pensent que l'inventivité humaine est inépuisable et donc non soumise aux rendements décroissants (certains économistes libéraux « optimistes »). On trouve aussi des positions intermédiaires, comme celle de Schumpeter, pour qui la croissance correspond à la phase « aventureuse » du capitalisme, destinée à être remplacée à terme par un socialisme d'État providence globalement stagnant, à la suite de l'extinction de l'esprit d'entreprise.
Deux grandes visions polaires de la croissance (avec toutes sortes d'intermédiaires plus nuancés) existent.

#### Vision de la croissance comme un processus de nature «catastrophique»
Au sens de la théorie des catastrophes, un processus de croissance continue, surtout s'il est exponentiel peut être considéré comme une catastrophe. Que le discours soit centré sur des « crises » ou qu'il évoque des « étapes » historiques de croissance, le processus est vu comme fondamentalement heurté et pouvant conduire à un effondrement écologique et socioéconomique, via la crise de la biodiversité, et/ou la crise climatique résultant de l'insoutenabilité de certains processus de développement.
Pour Marx, les contradictions entre « modes de production » (les « institutions » précédentes) et « forces productives » (le progrès technique, la dynamique des classes et de leurs rapports de force socio-politiques) sont à la fois source de crises et de développement par « dépassement » des contradictions. Pour Hicks, la croissance procède par « grandes traversées » dominées par la recherche d'échappatoires aux rendements décroissants (un développement personnel chez cet auteur d'idées attribuées à Marshall). Ici la croissance résulte de la recherche systématique par les firmes industrielles de zones de rendements croissants (où les profits augmentent proportionnellement plus vite que les coûts quand la production augmente). Le textile industriel, l'exploitation minière, la sidérurgie, le chemin de fer vont avoir ses caractéristiques au début de la révolution industrielle, mais leurs marges de progrès seront bientôt limitées par la loi des rendements décroissants et c'est l'électricité, la chimie ou l'automobile qui vont prendre le relais au début du XXe siècle, inaugurant une nouvelle phase de croissance qui va s'épuiser à la fin de ce siècle, l'informatique, les nano ou biotechnologies constituant les ferments de la future « grande traversée » du XXIe siècle.
Chez Rostow, la logique de crise est très atténuée et s'y substitue une notion « d'étapes » de la croissance économique. Il faut voir que Rostow nourrit une vision du développement comme un processus d'installation progressive des conditions socio-économiques nécessaires au passage à l'étape suivante. Mais il est très peu disert sur les raisons (ou les « mécanismes ») qui font que l'économie passe à l'étape prédéterminée suivante dès lors que les conditions « favorables » sont réunies.

#### Théories de la croissance endogène
Une vision de la croissance comme une progression, où les crises (ou les « étapes ») sont des « accidents », en quelque sorte secondaires, impliqués par le caractère historiquement « ouvert » de tout système social ou économique.
C'est la vision actuellement dominante chez les économistes au sein du courant néoclassique dominant, vision incarnée par les « nouvelles théories de la croissance », dites aussi « théories de la croissance endogène » :
Une présentation “commode”, comme l'aiment les professeurs d'économie, serait de raconter la construction de cette vision comme le développement harmonieux d'un programme de recherche opérant par généralisations successives à partir d'une “graine” constituée par le modèle général d'activité de von Neumann (1932). Il n'en est rien et de nombreux doutes et oppositions ont agité, et agitent encore, les spécialistes de ce courant de recherche. S'agissant de parler d'environnement, on peut néanmoins se contenter de ce « digest » commode.
Ce qu'il est convenu d'appeler la « théorie néo-classique de la croissance optimale » s'est centrée à l'origine sur la deuxième catégorie de facteurs de croissance : l'accumulation de capital productif. Ses principaux résultats d'intérêt sont les suivants.
En l'absence de progrès technique et d'évolution démographique, l'économie tend à long terme vers une croissance zéro. C'est une conséquence de la loi des rendements décroissants : si la productivité marginale d'une unité supplémentaire de capital décroît avec le nombre d'unités de capital installé, alors accumuler sans cesse du capital ne permet pas de soutenir à long terme une croissance positive.

Le principe de la transition démographique.

Si la population augmente, et donc si la main-d'œuvre disponible augmente en permanence, une croissance positive à long terme est possible et son taux optimal est le taux de croissance démographique (c'est ce que les économistes appellent la « règle d'or simple »). Si la productivité des facteurs augmente sous l'effet d'un progrès technique « spontané » (résultant de l'activité d'inventeurs désintéressés) alors une croissance optimale positive au taux de progrès technique s'instaurera à long terme.
Si le progrès technique s'arrête, la croissance est un phénomène voué à disparaître, la tendance « naturelle » du système étant de tendre vers la stagnation. Historiquement, la croissance économique tend à s'accélérer, elle était beaucoup plus faible dans les pays industrialisés au XIXe siècle qu'aujourd'hui : le progrès technique n'est pas en train de s'arrêter.

#### À long terme
Pour s'en sortir, les économistes invoquent deux types d'arguments. Le premier est un argument dit de « transition ». Certes à long terme, c’est-à-dire dans très longtemps, la croissance disparaîtra, mais nous sommes aujourd'hui dans une phase de transition, et une accélération transitoire de la croissance est parfaitement concevable dans cette théorie. Par ailleurs, la croissance observée est probablement due au progrès technique et ceci plaide pour une revalorisation du progrès technique (la troisième catégorie de facteurs) par rapport à l'accumulation du capital (la deuxième catégorie) dans les explications de la croissance.
Deuxième argument : il existe peut-être des processus dynamiques d'accumulation qui échappent à la loi des rendements décroissants et dont il faudrait tenir compte. Parmi ceux-ci, deux candidats « potables » peuvent être envisagés : le niveau d'éducation (ou de « capital humain ») et le niveau des connaissances scientifiques et techniques. Par ailleurs, la technologie de production est peut-être elle-même à rendements non décroissants, ou plus exactement, il serait possible de concevoir une combinaison de progrès technique et d'amélioration de la productivité du travail telle que l'économie pourrait rester indéfiniment « près » ou « pas trop loin » d'une zone de rendements croissants, créant ainsi une croissance permanente. On retrouve ici certaines conjectures de John Hicks.
C'est ce qui motive l'orientation actuelle des recherches vers des explications de la croissance (un phénomène macroéconomique) comme un processus dynamique émergent à partir des comportements des agents économiques individuels (firmes et ménages). Dans le jargon économique on parle de « modèles micro-fondés de la croissance économique ».
Parmi ces deux grandes visions de la croissance, les analyses néoclassiques sont davantage validées empirique : au vu de l'imposant corpus de données et de références factuelles accumulé par l'histoire économique, l'importance des régularités et de la stabilité des évolutions de long terme de nombreuses variables économiques clés au XXe siècle, et cela malgré deux guerres mondiales et des épisodes de crises économiques, financières et monétaires sévères, est frappant.

## Croissance et ressources naturelles

### Disponibilité des ressources naturelles
Les ressources naturelles sont entendues au sens de matières premières avant de s'intéresser aux liens entre état de l'environnement naturel (les écosystèmes au sens large) et croissance.
Une distinction primordiale est opérée par les économistes entre ressources naturelles « renouvelables » et « non renouvelables » :
- Les ressources renouvelables sont des ressources naturelles susceptibles de fournir une disponibilité de services infinie, convenablement gérées. Elles comprennent la terre (cultivable en particulier), l'eau, l'air, l'ensemble des ressources biologiques, végétales et animales. L'énergie solaire, bien que non renouvelable à l'échelle cosmologique, est considérée comme renouvelable au faible terme de l'histoire de l'humanité.
- Les ressources non renouvelables ne sont susceptibles de fournir que des disponibilités de services finies. Elles comprennent l'ensemble des ressources minérales : charbon, pétrole, gaz naturel, minerais métalliques, etc.

Comme toute définition, celle-ci décrit un réseau de références à des termes comme « disponibilités », « services », « fini », « infini », qu'il convient de préciser un tant soit peu. Il s'agit aussi d'une définition « économique », c’est-à-dire que des chimistes, des géologues ou des biologistes en donneraient probablement une définition toute différente.
Commentons brièvement ces termes de référence. Par « disponibilité », l'économiste entend un certain niveau de capacité d'accès, physiquement, historiquement, techniquement et culturellement déterminé. C'est dire si le terme est « chargé » et d'un maniement délicat. Le système de calcul des réserves pétrolières en est une bonne illustration. On y distingue les réserves prouvées, probables et possibles. Les premières sont des champs pétroliers identifiés, accessibles avec les techniques actuelles et économiquement rentables à exploiter, les secondes sont des réserves repérées, dont les conditions d'accès sont imparfaitement connues ou non rentables économiquement, les troisièmes sont des réserves imparfaitement identifiées, généralement inexploitables de façon rentable avec les techniques existantes et les niveaux de cours du pétrole actuels. Il en résulte que lorsque le prix du pétrole augmente, un certain montant de réserves « probables » passent dans la catégorie « prouvées », leur exploitation devenant rentable à un niveau plus élevé de prix, sans que cela corresponde à de quelconques « nouvelles » découvertes de pétrole. Il est également clair que selon qu'on raisonne sur l'une ou l'autre catégorie de réserves on aboutit à des projections d'épuisement de la ressource très différentes (de 1 à 3 selon les cas).

### Adaptation de l'activité économique
Le terme de « services » est encore plus ambigu. Il désigne un flux, en principe mesuré en « valeur », un flux de « richesses » donc, en fait le plus souvent mesuré en termes réels, c’est-à-dire en équivalent « physique » de produits fabriqués et consommés à partir de ressources naturelles. La difficulté ici vient du fait que les prix interviennent dans la mesure de ce flux de « services ». Identifier cette mesure de « valeur » des services fournis par les ressources naturelles à la « valeur » de cette ressource suppose que les prix sont « corrects », ce qui n'est vrai qu'en situation de concurrence pure et parfaite sur tous les marchés (et pas seulement ceux des ressources naturelles). Vu l'irréalisme d'une telle situation, on aboutit à des débats confus (et par construction sans fin) sur le « juste » prix des ressources naturelles à partir du « juste » prix des services qu'ils fournissent aux sociétés qui les utilisent.
Tout en gardant à l'esprit les ambiguïtés de cette classification des ressources naturelles, on devine aisément qu'une croissance à long terme peut être obtenue dans une économie basée sur des ressources renouvelables mais que ce sera généralement très difficile lorsque cette économie mobilise des ressources non renouvelables, dès lors que celles-ci sont « essentielles », c’est-à-dire qu'il est impossible de produire quoi que ce soit sans les utiliser.
On le voit aisément si l'on introduit une ressource épuisable comme facteur de production supplémentaire dans le modèle de croissance macroéconomique de base, où la production provient de la combinaison de capital à du travail, si la ressource épuisable est essentielle, qu'il n'y a pas de progrès technique et que la loi des rendements décroissants s'applique, l'économie tendra vers une croissance zéro. En d'autres termes une croissance infiniment positive est impossible à long terme.
Bien entendu, un progrès technique suffisant peut « sauver » la croissance en particulier en substituant les ressources non renouvelables (par exemple le pétrole) par des ressources renouvelables (le solaire).
Une autre manière d'éviter ce problème de finitude des ressources, est d'introduire le recyclage des matières premières. Le recyclage a connu une accélération très importante depuis les trente dernières années. Pour certaines ressources, comme le mercure, le plomb ou le fer, les taux atteints aujourd'hui sont tellement élevés que les réserves primaires sont considérées comme suffisantes pour des milliers d'années. Le mercure et le plomb sont d'ailleurs aujourd'hui estimés comme « inépuisables »[réf. nécessaire]. Pour le cuivre, un métal qui a fait couler beaucoup d'encre à l'époque du rapport du Club de Rome (qui prédisait en 1972 son épuisement dans une trentaine d'années), la combinaison du recyclage, de l'amélioration des techniques de traitement des minerais et du remplacement des fils de cuivre par des fibres optiques ont repoussé à 600 ans son horizon d'épuisement même avec une projection de croissance mondiale à 3 % par an pour les prochains siècles[réf. nécessaire].
Au milieu de ce paysage minéral, le pétrole et le gaz font tache car eux sont non recyclables et concentrent naturellement l'ensemble des peurs de la société face à l'épuisement des ressources naturelles.

## Croissance et environnement

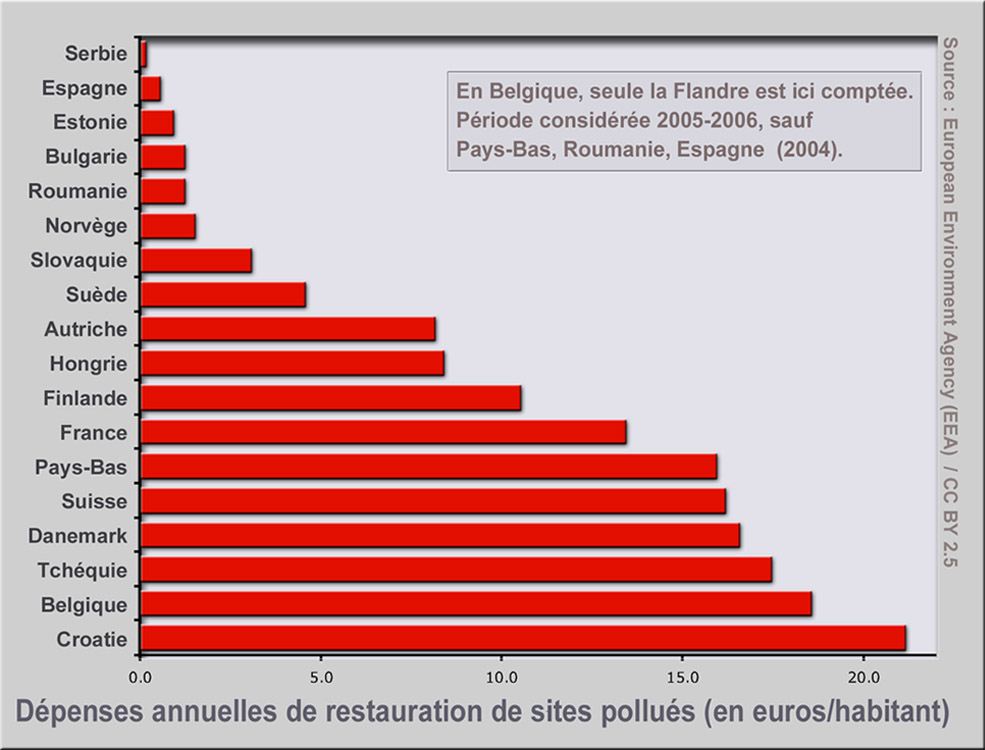
À titre d'exemple d'effet économique de séquelles environnementales (l'une des formes de la dette écologique) : La dépollution des sols contaminés par les activités industrielles qui ont permis le développement ne fait que commencer, et elle a un coût conséquent

### Situation
Plus encore que le problème de l'épuisement des ressources non renouvelables, celui des relations diversement conflictuelles entre croissance économique et état de l'environnement fait l'objet de débats nourris et parfois confus. On peut distinguer deux grandes catégories de problèmes en discussion dans ce contexte :
- La surexploitation des ressources renouvelables (déforestation, surlabourage et surpâturage pouvant conduire à la désertification, diminution de la biodiversité, surpêche). Ces problèmes sont eux-mêmes d'une double nature : la gestion durable des ressources renouvelables (ce qui renvoie au qualificatif de « convenablement gérées » de la définition de ces ressources) et le fait que les écosystèmes ne peuvent survivre que sous certaines conditions de protection de leurs ressources et fonctionnalités, ce qui soulève la question plus générale du partage des ressources entre l'homme et la nature.
- Le fait que l'activité économique produit des déchets, regroupés génériquement sous le terme de « pollutions », déchets qui modifient, altèrent ou détruisent les fonctionnalités des écosystèmes, tant à l'échelle locale que planétaire.

La première catégorie de problèmes supposerait des développements préalables importants sur les principes de la bioéconomie que l'on n'abordera pas ici. Le problème des pollutions fournit une assez bonne illustration de la question des relations entre état de l'environnement et croissance économique, c'est donc ce que nous allons tenter de développer maintenant.
Une des caractéristiques importantes des pollutions est d'être bien souvent cumulatives : accumulation de CO2 ou de SO2 dans l'atmosphère, de nitrates ou de pesticides dans les nappes et les rivières, contamination progressive des sols, des eaux et de l'air par des métaux lourds comme le mercure, toxiques. Certes, il existe des processus naturels d'élimination ou de recyclage de ces produits, mais dès que les émissions sont trop importantes ils ne parviennent pas à empêcher l'accumulation dans le milieu de polluants. En ce sens, la croissance économique peut être décrite comme un processus d'accumulation progressive de richesses entraînant une accumulation progressive de substances dangereuses pour les milieux naturels et la santé humaine. Notons aussi, et c'est important, que ces phénomènes résultent bien souvent de l'exploitation de ressources non renouvelables, au travers de l'extraction minière ou de la consommation de combustibles fossiles. Donc non seulement la croissance économique accélère l'épuisement des ressources non renouvelables de la planète mais elle fait de cet épuisement un vecteur de propagation de pollutions à petite comme à grande échelle.
Pourtant, si l'on examine l'évolution des principales pollutions, force est de constater que la situation s'améliore globalement dans la plupart des pays développés alors qu'elle se détériore rapidement dans de nombreux pays en développement, en particulier dans les pays dits « émergents » du sud-est asiatique et la Chine. Il faut donc abandonner l'idée d'une relation simple entre croissance et environnement, la première entraînant automatiquement une dégradation du second.
Si l'on en cherche la raison, on se trouve confronté à un faisceau complexe de facteurs :
- La mise en place progressive de politiques environnementales dans les pays développés, politiques se traduisant tant par des efforts de prévention que d'élimination et de contrôle des pollutions. Ces politiques résultent d'un souci de plus en plus marqué des sociétés industrialisées vis-à-vis de la qualité de leur environnement naturel, fortement dégradé au cours de l'histoire de leur développement.
- Le progrès technique et le développement des activités de services dans les pays développés relativement aux activités industrielles. Les activités de service qui forment le cœur de croissance de ces pays sont en apparence moins polluantes, mais elles ont en réalité une empreinte carbone importante. Les délocalisations actuelles de l'activité industrielle vers les pays émergents sont le signe de cette empreinte significative.
- La pauvreté et/ou la mauvaise gouvernance dans les pays en développement qui, d'une part, modifient les priorités (la protection de l'environnement est un « luxe » que ces pays ne peuvent pas s'offrir dans bien des cas) et, d'autre part, empêchent que les réglementations protectrices, même lorsqu'elles existent, soient effectivement appliquées par leurs gouvernements.

### Visions d'avenir
Il en résulte deux visions possibles pour l'avenir : l'une plutôt « optimiste », la seconde, nettement plus « pessimiste ».
Selon une vision « optimiste », la corrélation positive entre croissance et pollution tend à se défaire lorsque des sociétés enrichies ont à la fois les moyens et le souci de protéger l'environnement. Si l'on pense que les sociétés actuellement pauvres vont elles aussi accéder au niveau de richesse des pays industrialisés au cours de ce siècle, elles devraient parvenir à améliorer significativement la situation de l'environnement sur la planète.
Pour les « pessimistes », le message précédent ne défend qu'une fuite en avant. La majorité de la population mondiale vivant aujourd'hui dans des pays en développement, leur accession aux modes de consommation des pays riches ne peut qu'entraîner une dégradation massive de l'environnement, dégradation tellement importante et irréversible que même s'ils décidaient demain de protéger leur environnement, il n'y aurait plus grand chose à protéger, et il leur serait tout à fait impossible de « recréer » un environnement naturel de qualité.

## Débat sur la nécessité de cette croissance?
- Si vous ne connaissez pas le sujet, laissez ce bandeau (vous pouvez alors contacter les auteurs).
- Si vous supprimez le contenu mis en cause (vous pouvez préalablement contacter les auteurs),

argumentez précisément cette suppression dans la page de discussion
(un manque de référence n'est pas un argument ; une recherche réelle de référence doit avoir été effectuée, être formellement documentée).
L'humanité est entrée dans une nouvelle période de son histoire dans le courant du XIXe siècle ; une période industrielle, ce qui a débouché sur deux révolutions industrielles successives.
Or, le besoin de ces industries de voir leur production être consommée, toujours plus, afin d'entrer dans une logique de croissance économique, cela s'ajoutant à l'avènement de la vaccination et au progrès médical (et donc d'une baisse importante du taux de mortalité), et, après la Seconde Guerre mondiale, la fin de guerres ayant un impact sur l'importance de la population mondiale (en proportion), sont des facteurs qui ont abouti à une finalité vue par la plupart des personnes comme naturelle : une croissance de la population mondiale exceptionnelle.
Jamais dans l'histoire du monde une espèce n'avait dominé toutes les autres, au point de faire dépendre l'avenir de ces autres espèces à sa volonté ; ce n'est plus le cas, avec l’apogée de l'espèce humaine. Mais la terre est-elle capable de supporter cette espèce, sans cesse grandissante, toujours plus entassée et ne cessant pas pour autant de s'étendre sur chaque espace pouvant l'accueillir ?
On parle d'une nature bien faite, mais le fait d'empêcher cette nature d'agir, par exemple en limitant les épidémies qui, même si la morale publique s'en émeut et ne voit en leur limitation que le bien commun humain, sont naturelles, ces épidémies stoppant des surpopulations que la nature ne peut sans doute pas supporter (il suffit d'imaginer ce que serait un endroit sans organisation structurelle possédant la densité d'une ville moyenne ; il n'y aurait tout simplement pas assez de nourriture pour tout le monde, une hygiène de vie déplorable due à la proximité des gens, qui s'ajouterait à l'impossibilité de se débarrasser de ses morts : une telle situation d'insalubrité favoriserait le développement de maladies graves, ce qui exterminerait la majorité des gens), cette simple restriction de l'action de la nature ne serait-elle pas une entrave aux lois biologiques naturelles ?
Aussi, on remarque que le développement de l'attitude expansionniste des hommes a coïncidé avec la disparition d'espèces animales ou végétales. On a souvent réduit ces disparitions à la pollution, action humaine ne pouvant pas être minimisée et/ou cachée, mais on peut aussi penser que la simple présence humaine représente aussi une menace pour la biodiversité ; ainsi, bien avant que l'homme ne commence à développer des activités polluantes (activités rejetant des déchets se révélant être une menace directe), on a vu que l'augmentation de la présence humaine s'avérait être une menace pour la biodiversité, avec par exemple en France, la destruction de la quasi-intégralité des forêts au Moyen Âge, le bois étant un besoin des hommes à cette époque.
Ainsi, la croissance continue de la population n'est pas remise en cause malgré ses aspects néfastes qui eux sont minimisés en grande partie à cause de son intérêt économique, mais on peut réellement se demander, compte tenu des prévisions en nombre de la population mondiale dans les années à venir (on prévoit qu'en 2050, la population mondiale approchera ou aura dépassé les 10 milliards d'êtres humains), quelles seront les conséquences qu'un tel évènement, qui sera sans doute fêté par la majorité des hommes, sur la planète et sur les autres espèces, spectatrices incapables d'agir, elles, et donc de défendre leurs vies et leur droit de vivre…